# Đảo Wight
Đảo Wight (tiếng Anh: Isle of Wight) là một hạt và là đảo lớn nhất của Anh, nằm trên eo biển Manche, cách trung bình khoảng 3–7 km (2–5 mi) ngoài khơi bờ biển phía nam của hạt Hampshire, tách biệt với đảo Anh qua một eo biển gọi là Solent. Hòn đảo có một số khu nghỉ dưỡng, chúng đã là các điểm đến trong các kì nghỉ kể từ thời đại Victoria.
Hòn đảo giàu truyền thống lịch sử, đảo đã từng là một vương quốc độc lập trong một thời gian ngắn vào thế kỷ 15. Cho đến năm 1995, giống như Jersey và Guernsey, đảo Wight có Thống đốc riêng của mình, —đáng chú ý nhất là Lord Mountbatten có nhiệm kỳ từ năm 1969 đến 1974, sau đó ông trở thành "Lord Lieutenant" cho đến khi bị ám sát vào năm 1979.
Cho đến năm 1890, đảo Wight là một phần của Hampshire. Từ năm đó trở đi, đảo là một quận hành chính độc lập, song đến năm 1974 đảo tiếp tục có cùng một "Lord Lieutenant" với Hampshire. Năm 1974, đảo được tái tổ chức như là một vùng phi đô thị và hạt nghi lễ, có "Lord Lieutenant" của mình, và được công nhận là một hạt bưu chính. Với chỉ một thành viên nghị viện và 132.731 cư dân thường xuyên vào năm 2001, đây cũng là khu tuyển cử nghị viện đông dân nhất tại Anh Quốc. Năm 1832 một đạo luật quần chúng được gọi là "đạo luật cải cách vĩ đại" hay đạo luật cải cách 1832 đã lập nên nguyên tắc chỉ có một thành viên nghị viện đại diện cho đảo Wight. Bắc đầu vào năm 2010, có thảo luận tại nghị viện để xem xét thay đổi việc này.
Có thể dễ dàng đến đảo Wight từ Southsea bằng thủy phi cơ. Một số dịch vụ phà cũng hoạt động qua Solent: tuyến từ Southampton đến Cowes dài 10 mi (16 km), Portsmouth đến Ryde dài 3 mi (7 km), Portsmouth đến Fishbourne dài 7 mi (11 km), và Lymington đến Yarmouth dài 4 mi (6 km).